# Skarpsno Station
Skarpsno Station (Skarpsno stasjon) var en jernbanestation på Skøyen–Filipstadlinjen (indtil 1980 en del af Drammenbanen), der lå mellem Skarpsnoparken og Frognerstranda/Europavej E18 i kvarteret Skarpsno i Oslo. 
Stationen blev åbnet 15. maj 1882. Efter at banen blev udvidet med dobbeltspor i 1915-1920, bestod den af to spor med en øperron, trappehus og ekspeditionslokaler. Adgang fra det lavere beliggende gadeplan skete gennem en bygning, der opførtes i nybarok efter tegninger af Eivind Gleditsch, og som også husede tjenesteboliger. Persontogene ophørte med at betjene stationen 3. juni 1973 og forsvandt helt fra Skøyen–Filipstadlinjen i 1989, efter at de fleste af Drammenbanens tog var flyttet til den nye Oslotunnelen i 1980. Bygningen i gadeplan blev revet ned i 1993.